# Stazione di Genova Cornigliano
Stazione di Genova Cornigliano vasútállomás Olaszországban, Genova településen.

## Vasútvonalak
Az állomást az alábbi vasútvonalak érintik:
- Genova–Ventimiglia-vasútvonal

## Kapcsolódó állomások
A vasútállomáshoz az alábbi állomások vannak a legközelebb:
- Scoglio Sant’Andrea railway halt
- Genova Cornigliano old railway station
- Stazione di Genova Sestri Ponente Aeroporto